# Tía tô đất
Tía tô đất (danh pháp khoa học: Melissa officinalis) là một loài cây thân thảo trong họ Hoa môi, bản địa nam châu Âu và vùng Địa Trung Hải.
Cây cao 70–150 cm tall. Lá có mùi chanh nhẹ. Trong mùa hè hoa nở và đầy mật hoa. Hoa thu hút ong do đó tên của chi Melissa theo tiếng Hy Lạp nghĩa là 'ong mật'. Mùi của nó là do citronellal (24%), geranial (16%), linalyl axetat (12%) và caryophyllene (12%).
Tại Bắc Mỹ, Melissa officinalis được trồng đã lan sang ra ngoài hoang dã.
Loài cây này cần ánh sáng và nhiệt độ ít nhất 20 độ C để nảy mầm. Ở xứ ôn đới thân cây chết héo vào đầu mùa đông và mọc lại vào mùa xuân.

## Trồng trọt
Melissa officinalis có thể là "lá mật ong" (μελισσόφυλλον) được đề cập bởi Theophrastus. Nó là cây trồng trong vườn của John Gerard, 1596.
Có một số giống cây trồng Melissa officinalis, như:
- M. officinalis 'Citronella'
- M. officinalis 'Lemonella'
- M. officinalis 'Quedlinburger'
- M. officinalis 'Lime'
- M. officinalis ‘Variegata’
- M. officinalis ‘Aurea’

## Sử dụng

### Thực phẩm
Loài cây này được sử dụng tạo hương cho món kem và trà thảo dược uống nóng hoặc uống với đá. Nó cũng được dùng làm hương vị kẹp. Nó cũng được dùng để nấu các món cá. Người ta cho rằng nó có thể là chất bảo quản tốt hơn axít beta hydroxy trong xúc xích 

### Y dược
Lá cây này xoa vào da để xua đuổi muỗi.
Tía tô đất cũng được sử dụng làm thuốc dưới dạng trà thảo dược và dạng chiết xuất. Người ta tuyên bố nó có các đặc tính kháng khuẩn và kháng virus (nó chống hiệu quả herpes simplex).
Nó cũng được sử dụng như một loại thuốc giải lo âu, thuốc an thần nhẹ hay làm dịu. Ít nhất một nghiên cứu đã tìm thấy nó có hiệu quả trong việc giảm căng thẳng, mặc dù các tác giả nghiên cứu kêu gọi cần nghiên cứu thêm. Chiết xuất tía tô đất được xác định là chất ức chế mạnh trong ống nghiệm đối với GABA transaminase, điều này giải thích tác dụng giải lo âu. Hợp chất chính gây ra sự ức chế hoạt động GABA transaminase trong tía tô đất sau đó đã được tìm thấy là axít rosmarinic.
Tía tô đất và các chế phẩm cũng đã được chứng minh cải thiện tâm trạng và hiệu suất tâm thần. Các hiệu ứng này được cho là liên quan đến muscarinic và thụ thể nicotinic acetylcholine. Kết quả tích cực đã đạt được trong thử nghiệm lâm sàng nhỏ liên quan đến các bệnh nhân Alzheimer nhẹ với các triệu chứng nhẹ. Tinh dầu thu được từ lá Melissa officinalis có hàm lượng acetylcholinesterase và butyrylcholinesterase cao có hoạt động đồng-ức chế.
Đặc tính kháng khuẩn của nó cũng đã được chứng minh khoa học, mặc dù rõ ràng chúng yếu hơn so với những đặc tính này từ một số loại cây trồng khác đã được nghiên cứu. Chiết xuất lá tía tô đất cũng được phát hiện có hoạt động chống oxy hóa rất cao.
Tía tô đất đã được đề cập trong tạp chí khoa học Endocrinology, trong đó người ta giải thích rằng Melissa officinalis tỏ ra kháng sự hoạt động quá mức của tuyến giáp, ức chế TSH không bị gắn với thụ thể TSH, do đó có thể sử dụng trong việc điều trị của bệnh Graves hoặc bệnh cường tuyến giáp.
Tinh dầu tía tô đất rất phổ biến trong ngành dầu thơm. Tinh dầu thường được đồng chưng cất với dầu chanh, dầu sả, hoặc các loại dầu khác.
Tinh dầu tía tô đất được sử dụng trong một số biến thể của kem đánh răng Colgate thảo dược tạo mùi thơm.

## Thành phần hóa học
Melissa officinalis chứa 1-octen-3-ol, 10-alpha-cadinol, 3-octanol, 3-octanone, alpha-cubebene, alpha-humulene, beta-bourbonene, caffeic acid, caryophyllene, caryophyllene oxit, catechinene, chlorogenic acid, cis-3-hexenol, cis-ocimene, Citral, Citral, citronellal, copaene, delta-cadinene, eugenyl axetat, gamma-cadinene, Citral, geraniol, Geranyl axetat, germacrene D, isogeranial, linalool, luteolin-7-glucoside, methylheptenone, neral, nerol, octyl benzoate, oleanolic acid, pomolic acid, protocatechuic acid, rhamnazine, rosmarinic acid, rosmarinin acid, Stachyoza, Axit succinic, thymol, trans-ocimene và ursolic acid.

## Hình ảnh

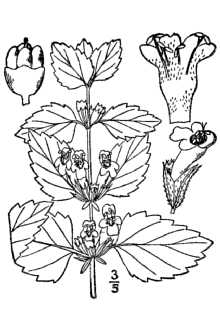
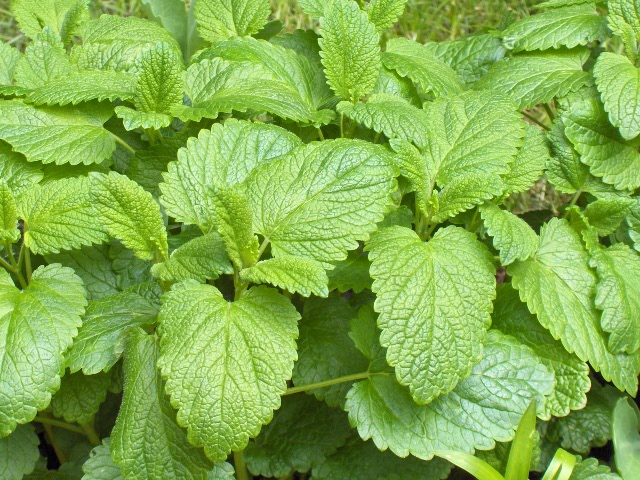
Lá
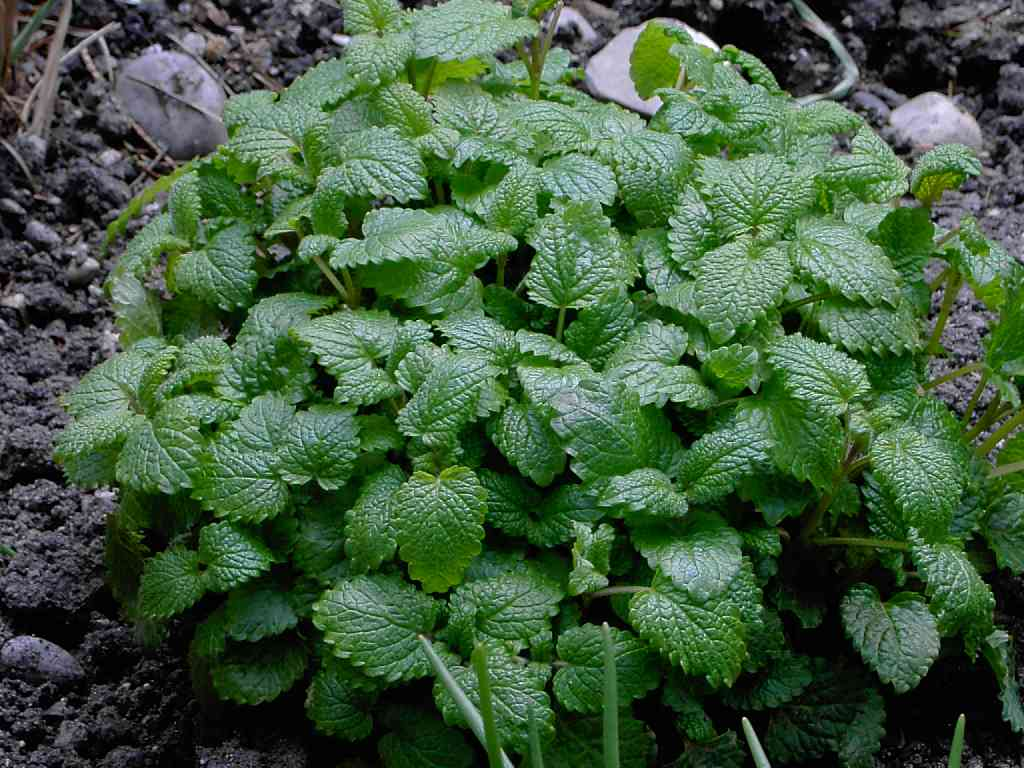
Lá
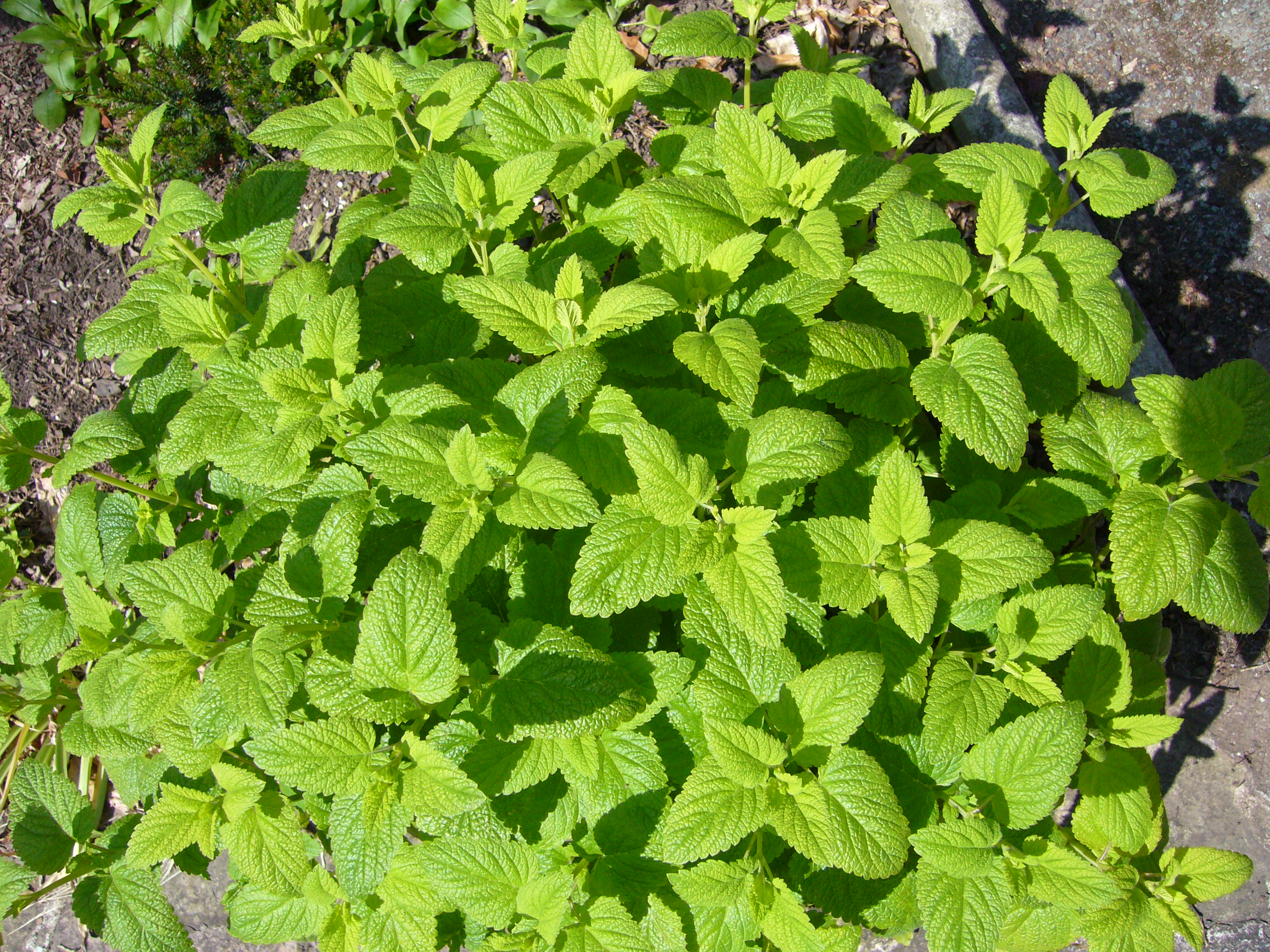
Lá
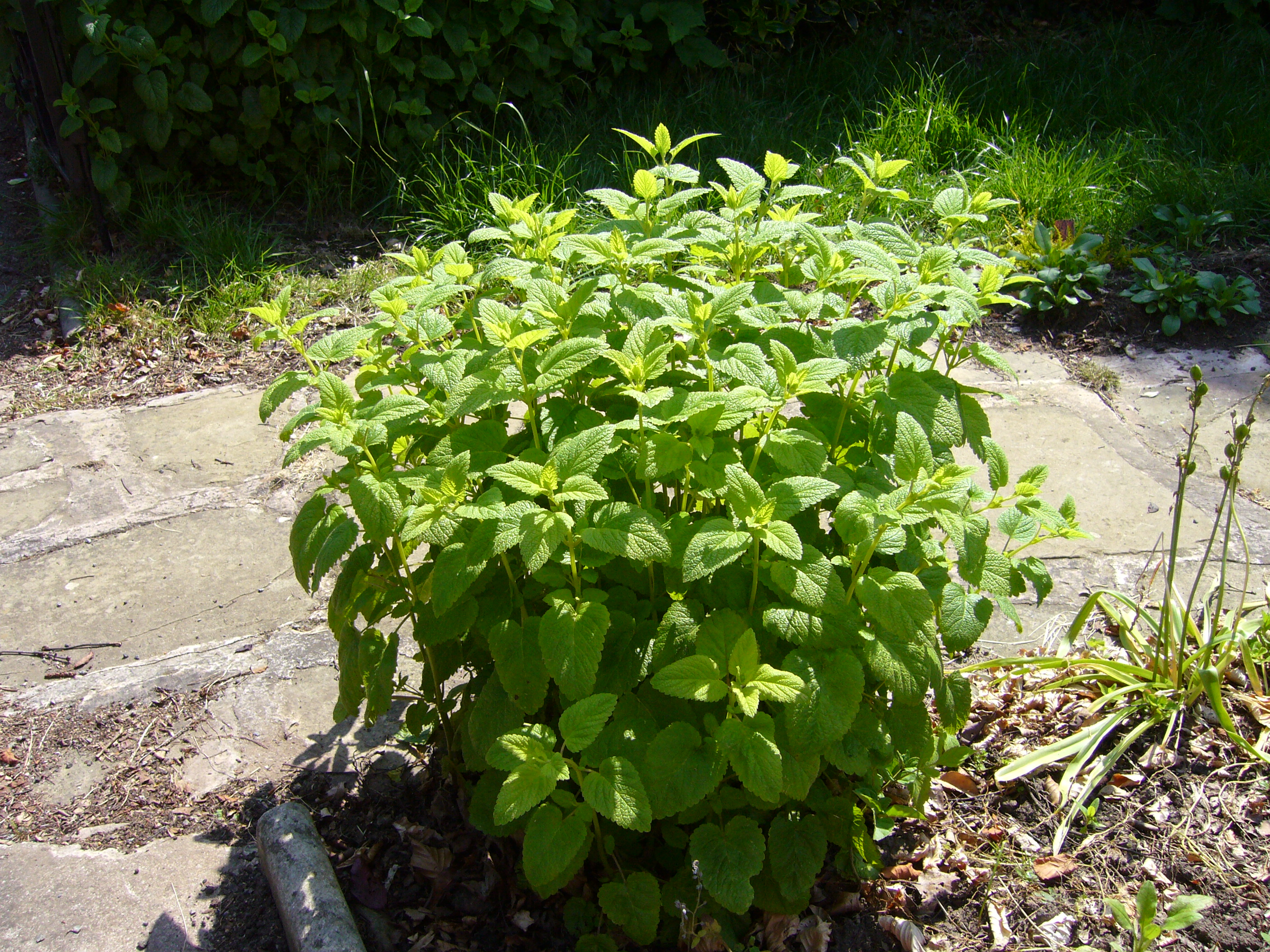
Cây